# Саммит ШОС в Санкт-Петербурге (2002)
Санкт-Петербургский саммит Шанхайской организации сотрудничества (кит. упр. 上海合作组织圣彼得堡峰会, англ. St. Petersburg Summit of the Shanghai Cooperation Organization) — ежегодная встреча глав государств — членов организации, прошедшее во 2-й раз 7 июня 2002 года в одноимённом российском городе.

## Участники
Страна-хозяйка и лидер выделены жирным шрифтом. Главы остальных государств — членов организации указаны в алфавитном порядке русского языка.
- Россия — президент Владимир Путин (председатель)[1]
- Казахстан — президент Нурсултан Назарбаев
- Китай — председатель Ху Цзиньтао
- Кыргызстан — президент Аскар Акаев
- Таджикистан — президент Эмомали Рахмон
- Узбекистан — президент Ислам Каримов

## Повестка дня
Обсуждались вопросы борьбы с терроризмом и экстремизмом, а также ситуация вокруг Афганистана и обострение конфликта между Индией и Пакистаном в Кашмире.

## Результаты
Встреча глав государств в июне 2002 года в северной столице продолжила институциональное оформление Шанхайской организации сотрудничества. Декларация о создании организации получила практическое воплощение в подписании двух актов — Декларации глав государств — членов ШОС, названной министром иностранных дел России итоговым политическим документом, и Хартии ШОС — базового уставного документа  организации, создающий правовую основу для нового международного объединения.
Президент России Владимир Путин расценил подписание документов как качественное изменение сотрудничества и заявил, что административная работа по созданию Шанхайской организации сотрудничества завершена. Строительство институтов ШОС вступило в ключевую фазу.
Подписано Соглашение о Региональной антитеррористической структуре (РАТС). С 2004 года РАТС имеет статус постоянно действующего органа ШОС с Исполнительным комитетом в Ташкенте. Она занимается координацией борьбы с терроризмом, экстремизмом и сепаратизмом, в частности, формирует единый банк данных о международных террористических и прочих организациях и лицах, а также единый разыскной реестр, оказывает содействие в подготовке специалистов и инструкторов для антитеррористических подразделений, организует мероприятия по борьбе с наркотрафиком и др.